# Irati Jiménez
Irati Jiménez Uriarte (Mundaca, Vizcaya, 15 de mayo de 1977) es una escritora y periodista española, hija del también escritor y periodista Edorta Jiménez. El 25 de marzo de 2009 publicó su tercer libro, Nora ez dakizun hori, accésit en los X. Premios Igartza de Literatura.

## Trayectoria
Comenzó su andadura profesional en el programa de Euskal Telebista Hau Komeria! Desde el gallinero, un espacio semanal dedicado a las artes escénicas, en el que desempeñó las labores de redactora, guionista y presentadora; todo ello mientras concluía sus estudios de comunicación audiovisual en la Universidad del País Vasco. 
Tras tres años en la televisión pública vasca, dio el salto a Euskadi Irratia, donde trabajó hasta comienzos de 2008, tanto en programas como en los servicios informativos. 
Su primera incursión en el mundo de la literatura tuvo lugar en el año 2002, con la publicación de Malcolm X: Duintasunaren kolorea, una biografía infantil en euskera sobre el famoso activista afroamericano de los derechos humanos.
En 2003 la compañía Dox le encarga escribir la obra de teatro Espok; una sátira sobre la fama y el poder de los medios de comunicación, que fue representada en varios escenarios del País Vasco.
El primer reconocimiento le llegó en 2006, al ganar el Premio Agustín Zubikarai de Novela Corta, por Bat, bi, Manchester. Un año después, en 2007, el jurado de los X. Premios Igartza de Literatura le concede un accésit por un trabajo, que ha visto la luz en marzo de 2009 y que lleva por título Nora ez dakizun hori. Uno de los protagonistas de la historia es Martin, que después de viajar por el mundo durante años, vuelve a Bilbo para preparar una exposición fotográfica. Pero se dará cuenta de que en sus retratos siempre aparece una mujer semiescondida. La otra protagonista es Nora, una locutora nocturna de radio que esconde secretos agridulces en su casa.
Amores imposibles, casualidades imposibles, licántropos, ángeles que compran almas, bebés que nacen después de que sus madres mueran, magos, viajes y relatos, entre otros, acompañarán a Martin y Nora en sus vivencias.
Además, en 2008, obtuvo el galardón al mejor cuento en euskera, dentro de los Premios Literarios Kutxa Ciudad de San Sebastián  por Laranja Azalaren Negarra.
En 2010 publicó una narración ilustrada para adultos, Atsekabe Zaitut. Una fábula simbolista situada en el Bilbao actual con personajes animales y humanos dibujada por Iratz Intzarte. Publicó en 2011 el cuento en euskera Zure Bonnie, nire Clyde en la recopilación de relatos Orgasmus y en 2012 el ensayo 11 urte orgasmorik gabe dentro de la colección de trabajos sobre series de televisión Telezailak.
Actualmente, colabora como columnista en varios periódicos y emisoras de radio, además de coordinar la edición en euskera de la revista Consumer Eroski. Ha sido la última directora de la revista cultural Nabarra.

## Obras

### Biografía
- Malcolm X: Duintasunaren kolorea (2002, Txalaparta)

### Novela
- Bat, bi, Manchester (2006, Elkar)
- Nora ez dakizun hori (2009, Elkar)
- Atsekabe zaitut (2010, Txalaparta)

### Cuentos
- Laranja azalaren negarra (2008,  Fundación kutxa-Ediciones y Publicaciones)
- Zure Bonnie, nire Clyde (2010,  Txalaparta)

### Ensayo
- 11 urte orgasmorik gabe. Mulder, Scully eta errepresioaren arketipo erromantikoak telebistan (2011, Txalaparta)
- Begiak zabalduko zaizkizue (2021, Elkar)

## Premios y reconocimientos
- 2022 Premio Euskadi de Literatura en la categoría de Ensayo en euskera, por Begiak zabalduko zaizkizue.[9]